# Alex Russell (színművész)
Alexander Andrew Russell (Ausztrália, 1987. december 11. –) ausztrál színész, rendező.
Színészként a Kíméletlenek (2011) című thrillerfilmben debütált, majd Az erő krónikája (2012) című szuperhősfilm tette ismertté. Ezt követően fontosabb szerepeket játszott a Csalétek (2012), A burok (2013), a Carrie (2013), a Rendíthetetlen (2014) és A bátrak (2017) című filmekben. 
Jim Streetként főszerepet alakított a CBS S.W.A.T. – Különleges egység című akciódráma televíziós sorozatának első hat évadjában (2017–2024). A sorozat több epizódját rendezőként is jegyzi.

## Fiatalkora és családja
Brisbane-ben született, majd a queenslandi Rockhamptonban nőtt fel, Dr. Andrew Russell sebész és Frances Russell nővér gyermekeként. Van egy öccse, Dominic, és egy húga, Georgiana. 
2004-ben végzett a Rockhampton Grammar Schoolban, majd a sydney-i National Institute of Dramatic Art (NIDA) intézmény hallgatója lett.

## Pályafutása
A 2010-es Kíméletlenek című filmben debütált. 2013-ban rendezett egy rövidfilmet is Love and Dating in L.A. címmel, amelyet az El Rey Network Peoples Showcase: Horror Edition című műsorában mutattak be.
2012-ben Josh Trank Az erő krónikája című sci-fi rendezésében játszott főszerepet, amely kritikai és bevételi sikert aratott. Egy évvel később Billy Nolan szerepében tűnt fel Kimberly Peirce Carrie című Stephen King-feldolgozásában (a szerepet az 1976-os eredeti filmben John Travolta alakította). 2014-ben a Believe Me független filmben volt látható.
Öt évvel azután, hogy 2012-ben debütált a televízióban az NTSF:SD:SUV:: című sorozat vendégszereplőjeként, csatlakozott a S.W.A.T. – Különleges egység szereplőgárdájához. Jim Street rendőr szerepét kapta meg, akit eredetileg Robert Urich játszott.

## Filmográfia

### Film
| Év   | Magyar cím       | Eredeti cím                         | Szerep          | Magyar hang   |
| ---- | ---------------- | ----------------------------------- | --------------- | ------------- |
| 2010 | Kíméletlenek     | Wasted on the Young                 | Zack            | Előd Álmos    |
| 2010 |                  | Almost Kings                        | Hass            |               |
| 2012 | Az erő krónikája | Chronicle                           | Matt Garetty    | Hamvas Dániel |
| 2012 | Csalétek         | Bait 3D                             | Ryan            | Hamvas Dániel |
| 2013 | Carrie           | Carrie                              | Billy Nolan     | Hamvas Dániel |
| 2013 | A burok          | The Host                            | Seeker Burns    |               |
| 2013 |                  | Love and Dating in L.A. (rövidfilm) | rendező         |               |
| 2014 |                  | Believe Me                          | Sam Atwell      |               |
| 2014 |                  | Cut Snake                           | Sparra Farrell  |               |
| 2014 | Rendíthetetlen   | Unbroken                            | Pete Zamperini  | Rajkai Zoltán |
| 2015 |                  | Prisoner of War                     | Bo              |               |
| 2016 |                  | Goldstone                           | Josh            |               |
| 2016 |                  | Blood in the Water                  | Percy           |               |
| 2017 | A bátrak         | Only the Brave                      | Andrew Ashcraft | Haumann Máté  |
| 2017 | Dzsungel         | Jungle                              | Kevin           | Fehér Tibor   |
| 2017 |                  | Rabbit                              | Ralph           |               |
| 2018 |                  | Brampton's Own                      | Dustin          |               |

### Televízió
| Év        | Magyar cím                   | Eredeti cím | Szerep       | Megjegyzések                                                     |
| --------- | ---------------------------- | ----------- | ------------ | ---------------------------------------------------------------- |
| 2012      | NTSF:SD:SUV::                | NTSF:SD:SUV | Stewie Mears | 1 epizód                                                         |
| 2015      |                              | Galyntine   | Roman        | tévéfilm                                                         |
| 2017–2024 | S.W.A.T. – Különleges egység | S.W.A.T.    | Jim Street   | - főszereplő - rendező (4 epizód) - magyar hangja: - Fehér Tibor |

## Fordítás
- Ez a szócikk részben vagy egészben  az   Alex Russell (actor) című angol Wikipédia-szócikk ezen változatának fordításán alapul.  Az eredeti cikk szerkesztőit annak laptörténete sorolja fel. Ez a jelzés csupán a megfogalmazás eredetét és a szerzői jogokat jelzi, nem szolgál a cikkben szereplő információk forrásmegjelöléseként.